# Laure Manaudou
Laure Manaudou (ur. 9 października 1986 w Villeurbanne) – francuska pływaczka specjalizująca się w stylu dowolnym i grzbietowym, trzykrotna medalistka letnich igrzysk olimpijskich w Atenach, mistrzyni i była rekordzistka świata.

## Kariera pływacka
Na letnich igrzyskach olimpijskich w Atenach zdobyła trzy medale. Złoto zdobyła w wyścigu na 400 m kraulem minimalnie wyprzedzając Otylię Jędrzejczak. Srebro wywalczyła na 800 m stylem dowolnym, brąz na 100 m stylem grzbietowym.
Swój pierwszy medal mistrzostw świata zdobyła na 400 m stylem dowolnym na Mistrzostwach Świata w 2005 roku, rewanżując się Ai Shibacie za porażkę na 800 m stylem dowolnym na igrzyskach olimpijskich w Atenach.
Na Mistrzostwach Europy w 2006 roku Manaudou została najlepszą zawodniczką, zdobywając cztery złote (400 i 800 m st. dow, 100 m st. grzb, 200 m st. zm) i 3 brązowe medale (200 m st. dow, 4 × 200 m st. dow w sztafecie, 4 × 100 m st. zm. w sztafecie).
25 marca 2007 roku wygrała wyścig na 400 m na mistrzostwach świata w Melbourne i tym samym obroniła tytuł.
17 września 2009 roku w wieku 23 lat Laure dosyć niespodziewanie ogłosiła zakończenie kariery pływackiej.
14 lipca 2011 r. powróciła do pływania.

## Życie prywatne
Jest córką Olgi Schippers, holenderskiej badmintonistki i Jeana-Luca Manaudou, francuskiego piłkarza ręcznego i trenera. Jej bratem jest Florent Manaudou, który w 2012 roku został mistrzem olimpijskim w konkurencji 50 m stylem dowolnym.
Jest związana z Frédérickiem Bousquetem, francuskim pływakiem. 4 kwietnia 2010 r. urodziła córkę Manon.
Razem z Frédérickiem Bousquetem zagrała w filmie Une belle gilfe. Film opowiada o historii Alfreda Nakache, francuskiego pływaka, który w czasie II wojny światowej został deportowany do obozu Auschwitz-Birkenau razem z córką i żoną. Laure zagrała żonę Alfreda Nakache.

## Sukcesy

### Igrzyska olimpijskie
- 2004 Ateny:  (400 m stylem dowolnym)
- 2004 Ateny:  (800 m stylem dowolnym)
- 2004 Ateny:  (100 m stylem grzbietowym)

### Mistrzostwa świata (50 m)
- 2005 Montreal:  (400 m stylem dowolnym)
- 2007 Melbourne:  (100 m stylem grzbietowym)
- 2007 Melbourne:  (200 m stylem dowolnym)
- 2007 Melbourne:  (400 m stylem dowolnym)
- 2007 Melbourne:  (800 m stylem dowolnym)
- 2007 Melbourne:  (sztafeta 4 × 200 m stylem dowolnym)

### Mistrzostwa Europy (25 m)
- 2006 Helsinki:  (100 m stylem grzbietowym)
- 2006 Helsinki:  (400 m stylem dowolnym)
- 2006 Helsinki:  (800 m stylem dowolnym)
- 2007 Debreczyn:  (400 m stylem dowolnym)
- 2007 Debreczyn:  (200 m stylem dowolnym)
- 2007 Debreczyn:  (100 m stylem grzbietowym)
- 2007 Debreczyn:  (sztafeta 4 × 50 m stylem zmiennym)
- 2008 Rijeka:  (100 m grzbietowym)
- 2012 Chartres:  (100 m stylem grzbietowym)
- 2012 Chartres:  (50 m stylem grzbietowym)
- 2012 Chartres:  (sztafeta 4 × 50 m stylem zmiennym)

### Mistrzostwa Europy (50 m)
- 2006 Budapeszt:  (200 m stylem dowolnym)
- 2006 Budapeszt:  (400 m stylem dowolnym)
- 2006 Budapeszt:  (800 m stylem dowolnym)
- 2006 Budapeszt:  (100 m stylem grzbietowym)
- 2006 Budapeszt:  (200 m stylem zmiennym)
- 2006 Budapeszt:  (sztafeta 4 × 200 m stylem dowolnym)
- 2006 Budapeszt:  (sztafeta 4 × 100 m stylem zmiennym)
- 2008 Eindhoven:  (100 m stylem grzbietowym)
- 2008 Eindhoven:  (200 m stylem grzbietowym)
- 2008 Eindhoven:  (4 × 200 m stylem dowolnym)

## Rekordy świata
| Data              | Miejsce          | Basen      | Konkurencja            | Rezultat     | Status                                  |
| ----------------- | ---------------- | ---------- | ---------------------- | ------------ | --------------------------------------- |
| 12 maja 2006      | Tours            | 50 metrowy | 400 m stylem dowolnym  | 4:03.03 min  | do 6 sierpnia 2006                      |
| 6 sierpnia 2006   | Budapeszt        | 50 metrowy | 400 m stylem dowolnym  | 4:02.13 min  | do 24 marca 2008 Federica Pellegrini    |
| 10 grudnia 2005   | Triest           | 25 metrowy | 400 m stylem dowolnym  | 3:56.79 min  | do 9 grudnia 2006                       |
| 9 grudnia 2006    | Helsinki         | 25 metrowy | 400 m stylem dowolnym  | 3:56.09 min  | do 8 sierpnia 2009 Joanne Jackson       |
| 27 marca 2007     | Melbourne        | 50 metrowy | 200 m stylem dowolnym  | 1:55.52 min  | do 11 sierpnia 2008 Federica Pellegrini |
| 9 grudnia 2005    | Triest           | 25 metrowy | 800 m stylem dowolnym  | 8:11.25 min  | do 12 grudnia 2007 Kate Ziegler         |
| 20 listopada 2004 | La Roche-sur-Yon | 25 metrowy | 1500 m stylem dowolnym | 15:42.39 min | do 12 grudnia 2007 Kate Ziegler         |

## Wyróżnienia
- 2004: najlepsza sportsmenka roku we Francji
- 2006, 2007: najlepsza pływaczka roku w Europie
- 2007: najlepsza pływaczka roku na Świecie

## Filmografia
Laure Manaudou w bazie IMDb (ang.)
- 2011: Une belle gifle jako żona Alfreda Nakache